# Saint Martin's School of Art
La Saint Martin's School of Art è stata una scuola d'arte di Londra, in Inghilterra (Regno Unito).

## Storia
La Saint Martin's School of Art venne fondata nel 1854 da Henry Mackenzie, vicario della chiesa di St Martin-in-the-Fields. Dal 1859 l'istituzione non fu più sotto il controllo della Chiesa. La scuola aveva inizialmente sede presso l'ultimo piano della St Martin's Northern School di Castle Street (l'odierna Shelton Street), a nord di Long Acre. La Saint Martin's si fuse con il London Institute nel 1986, mentre nel 1989 venne accorpata alla Central School of Art and Design dando vita alla Central Saint Martins.